# Vedder Mountain
Der Vedder Mountain ist ein 924 m hoher Berg mit einer Schartenhöhe von 754 m in der kanadischen Provinz British Columbia.

## Geographie
Der Vedder Mountain gehört zur Kaskadenkette im Pazifischen Nordwesten. Er liegt an der südöstlichen Grenze des Fraser Lowland, zwischen dem Dorf Yarrow und dem Cultus Lake. Er erstreckt sich vom Vedder River bis zum Tal des Saar Creek und trennt das Fraser Valley und die Sumas Prairie im Nordwesten vom nahen Columbia Valley im Südosten.
Der Berg ist bis zum Gipfel waldbedeckt mit Ausnahme einiger offener Flächen. Ein Wanderweg quert den Berg. Alte Forststraßen sind ebenfalls vorhanden. In den 1930er Jahren wurde am Berg Holzeinschlag durch das Unternehmen Catherwood Logging mit Hilfe von Forstbahnen betrieben. Sowohl die Ost- als auch die Westseite wurden von Vedder Crossing aus mit Bahngleisen erschlossen.